# جون میهو
جون میهو (انگلیسی: Jun Miho؛ زادهٔ ۴ اوت ۱۹۶۰) بازیگر اهل ژاپن است.
از فیلم‌ها یا برنامه‌های تلویزیونی که وی در آن نقش داشته‌است می‌توان به مشاور ازدواج تورا-سان، رؤیای خوشبختی تورا-سان، عشق ممنوعه تورا-سان، تورا-سان و رویارویی در جزیره، تورا-سان به شمال می‌رود، و تورا-سان در نقش بابا اشاره کرد.